# Басанець Тетяна Василівна
Тетяна Василівна Басане́ць (нар. 10 серпня 1946, Одеса) — український мистецтвознавець і педагог; член Спілки радянських художників України з 1985 року та Національної асоціації мистців з 1993 року. Дружина художника Валерія Басанця.

## Біографія
Народилася 10 серпня 1946 року в місті Одесі. 1976 року закінчила Ленінградський художній інститут живопису, скульптури і архітектури імені І. Ю. Рєпіна, де навчалась у Олексія Савинова, Є. Смирнова.
Протягом 1969—1976 років працювала консультантом Одеської організації Спілки радянських художників України. З 1976 року викладала у Одеському державному педагогічному інституті імені К. Д. Ушинського, з 1997 року — доцент, завідувач кафедри живопису та історії мистецтва.
Живе в Одесі, в будинку на вулиці Спиридонівській, № 27, квартира 27.

## Наукова діяльність
Друкується в науковій та періодичній пресі з 1977 року. Авторка наукових статей, присвячених проблемам сучасного образотворчого мистецтва, зокрема творчості одеських художників 1960–1990-х років. Серед робіт:
- Пейзажист і педагог Микола Шелюто // «Образотворче мистецтво». 1985. № 3;
- На периферии искусства. Так ли это? (Краткий опыт анализа несанкционированного творчества одесских семидесятников) // Проблемы современной истории. Сборник научных трудов Московского университета. Москва, 1988 (рос.);
- Формализм и его качественные приоритеты // Образование и наука: Сборник научных статей Московского педагогического университета. Москва, 1989 (рос.);
- Імпульс відкриття // «Образотворче мистецтво». 1990. № 3;
- Пейзаж как ведущий жанр в живописи художников Одессы конца 19–20 столетий // Проблемы и опыт художественного образования. Одесса, 1993. Выпуск 2 (рос.);
- Литографическая ведута Одессы 19 века // Проблемы и опыт художественного образования. Одесса, 1993. Выпуск 3 (рос.);
- Iwan Trusen ein europäischer Maler aus der Ukraine. Aachen; Düren, 1997 (нім.);
- Юрій Шуревич: Альбом-каталог. Одеса, 1998;
- Монументальна практика бойчукістів: одеська майстерня // «Образотворче мистецтво». 1999. № 1–2.

Авторка низки статей до Енциклопедії сучасної України.